# Brigatinib
A brigatinib, többek között Alunbrig márkanév alatt forgalmazott, kis molekulájú, célzott rákterápiás szer, amelyet az ARIAD Pharmaceuticals vállalat fejlesztett. A brigatinib anaplasztikuslymphoma kináz- (ALK) és epidermális növekedési faktor receptor (EGFR) gátlóként is működik.
A brigatinib képes legyőzni az EGFR C797S mutáció által okozott ozimertinibrezisztenciát, ha anti-EGFR, például cetuximabbal vagy panitumumab antitesttel kombinálják. 

## Hatásmechanizmus
A brigatinib az ALK  és a mutálódott EGFR inhibitora. 
Az ALK-t először kromoszóma-átrendeződésként azonosították anaplasztikus nagysejtes limfómában (ALCL). Genetikai vizsgálatok azt mutatják, hogy az ALK rendellenes expressziója kulcsfontosságú tényezője a nem kissejtes tüdőrák (NSCLC) és a neuroblasztómák bizonyos típusainak is, csakúgy, mint az ALCL-nek. Mivel az ALK általában nem expresszálódik normális felnőtt szövetekben, nagyon ígéretes molekuláris célpontot jelent a rákterápia szempontjából.
Az epidermális növekedési faktor receptor (EGFR) egy másik validált célpont az NSCLC esetében. Ezenkívül az első generációs EGFR-gátlókkal szemben rezisztensé váló betegek körülbelül 50 százalékában T790M „kapuőr” mutáció alakul ki. Míg a második generációs EGFR-inhibitorok fejlesztés alatt állnak, a klinikai hatékonyság korlátozott a toxikus hatás miatt, amely vélhetően a natív (endogén vagy nem mutált) EGFR gátlásával függ össze. Egy másik ígéretes stratégia a rákterápiában az EGFR és a T790M mutációt célozza meg, a natív EGFR gátlásának elkerülésével.

## Története

### Gyógyszerfelügyeleti jóváhagyás
Az ARIAD Pharmaceuticals 2016. augusztus 29-én kérelmet nyújtott be egy vizsgálati készítményre az Egyesült Államok Élelmiszer- és Gyógyszerügynökségéhez (FDA). 
2016-ban az FDA ritka betegségek kezelésre alkalmas gyógyszer státuszba helyezte a brigatinibet az NSCLC kezelésére. 
2017. április 28-án az FDA gyorsított eljárással hagyta jóvá metasztatikus nem kissejtes tüdőrák (NSCLC) kezelésére;   ALK-pozitív NSCLC 2. vonalbeli terápiájaként.
Az Alunbrig 2018. november 22-én megkapta az EU egész területén érvényes forgalomba hozatali engedélyt.

### Szellemi tulajdon
2015. április 22-én az ARIAD Pharmaceuticals bejelentette első brigatinib-szabadalmának kiadását. A szabadalmi oltalom 2030. december 30-ig érvényes. Az Egyesült Államok Szabadalmi és Védjegyügyi Hivatala 9,012,462 számú szabadalomként vette nyilvántartásba „Foszforszármazékok mint kináz inhibitorok” címmel. 

### Forgalomba hozatal
A brigatinibet az ARIAD Pharmaceuticals (NASDAQ: ARIA) gyártja, amely a ritka daganatokra összpontosít. Az ARIAD-ot a Takeda Pharmaceutical Company vállalat (TSE: 4502) vásárolta meg 2017 februárjában tender ajánlatként (részvényenként 24,00 dollárért készpénzben). Majd az ARIAD később egyesült a Kiku Merger Co., Inc.-vel, a Takeda Pharmaceuticals 100%-os tulajdonában lévő leányvállalattal. Az USA ARIAD ma a Takeda közvetett, teljes tulajdonú leányvállalata. 